# 木田隆
木田 隆（きだ たかし、1949年- ）は日本の航空宇宙工学者。電気通信大学名誉教授。

## 人物・経歴
1949年生まれ。1973年東京大学工学部計数工学科卒業。同年、科学技術庁航空宇宙技術研究所研究員。1984年、同主任研究官。1994年、東京大学より博士（工学）取得。1996年より電気通信大学教授。2015年同大学名誉教授となる。人工衛星における姿勢制御理論の研究に従事。計測自動制御学会フェロー。